# Isabelle Renouard
Pour les articles homonymes, voir Renouard.
Isabelle Renouard, née le 13 juillet 1940 à Saintes, est une diplomate française.
Elle est la première femme à devenir directrice d’une administration centrale.

## Biographie

### Famille
Isabelle Renouard est la fille de Suzanne Garnier, professeur d'anglais à l'École libre des sciences politiques, et de Michel Herr, normalien, résistant et professeur d'histoire. Son grand-père est Lucien Herr, un philosophe qui est à l'origine de la défense d'Alfred Dreyfus. Vers 1955, ses parents divorcent et son père se remarie.
Elle est mariée à François Renouard, lui aussi diplomate et fils d'Yves Renouard ; ils ont trois enfants. Le 14 février 1972, Marcelle Campana, alors consule générale, enregistre la naissance de sa fille au Canada.

### Formation
Isabelle Renouard passe son bac au lycée Jules-Ferry. Elle obtient une licence de droit à la faculté de droit de Paris puis entre à l'Institut d'études politiques de Paris et sort de l'École nationale d’administration (ENA). 

### Carrière diplomatique
En 1964, Isabelle Renouard rejoint le ministère des Affaires étrangères. Elle commence à la direction générale des relations culturelles en 1964. Elle rejoint la direction des ressources humaines en 1966, où elle est la première femme venant de l’ENA,. Elle part à Ottawa comme deuxième secrétaire en 1969, puis Alger comme première secrétaire en 1972. À Bruxelles en 1975, elle fait partie de la représentation permanente de la France à l’OTAN. En 1978, elle est déléguée pour la zone Europe méridionale à la direction des affaires politiques et appartient au groupe de travail Méditerranée puis est sous-directrice du service des affaires stratégiques et du désarmement de 1979 à 1985,.
Elle est nommée directrice des Français de l’étranger et des étrangers en France, une des cinq grandes directions budgétaires du ministère des Affaires étrangères, en 1986, et devient la première femme à obtenir un poste de directrice d’administration centrale à ce titre. Elle dirige notamment la cellule de crise pour les ressortissants français au Koweït durant la guerre du Golfe, où la future ambassadrice Hélène Duchêne travaille également.
Elle finit sa carrière en devenant également la première femme secrétaire générale de la Défense nationale le 6 décembre 1996,, succédant à Jean Picq. Ses efforts se portent sur la création du « rendez-vous citoyen » pour remplacer le service militaire, sur la sécurité économique et la coordination du renseignement en France. Elle part à la retraite après 18 mois,, pour raisons personnelles. Elle est ensuite ministre plénipotentiaire honoraire.
De 1996 à 2016, elle est administratrice de la Fondation nationale des sciences politiques.

## Décorations
- Grande officière de la Légion d'honneur[15]
- Grande officière de l'ordre national du Mérite
- Dame de l’ordre d'Isabelle la Catholique
- Officier du Mérite grec[1]